# 若拉曼·沙尔申别科夫
若拉曼·纳扎尔别科维奇·沙尔申别科夫（俄语：Жоламан Назарбекович Шаршенбеков，1999年9月29日—），吉尔吉斯斯坦男子摔跤运动员，2021年伊斯兰团结运动会男子古典式60公斤级金牌得主、2022年亚洲运动会男子古典式60公斤级金牌得主。